# Муслим аль-Фридж
Муслим аль-Фридж (араб. مسلم الفريج‎; 8 апреля 1988 года, Рас-Таннура) — саудовский футболист, играющий на позиции вратаря. Ныне выступает за саудовский клуб «Аль-Фейха».

## Клубная карьера
Муслим аль-Фридж начинал свою карьеру футболиста в саудовском клубе «Аль-Халидж» в 2008 году. Долгое время он представлял команду, играющую в Первом дивизионе. По итогам сезона 2013/14 «Аль-Халидж» добился выхода в Про-лигу. 16 августа 2014 года Муслим аль-Фридж дебютировал в главной саудовской лиге, выйдя в основном составе в гостевом матче с «Аль-Шабабом».
За «Аль-Халидж» Муслим аль-Фридж провёл три сезона в Про-лиге, будучи основным голкипером. По итогам сезона 2016/17 команда вылетела обратно в Первый дивизион, а вратарь летом 2017 года стал игроком «Аль-Фейхи», дебютирующей тогда в Про-лиге.